# Clethra arborea
Clethra arborea — вид рослин з родини Clethraceae, ендемік Мадейри. Етимологія: лат. arboreus — «деревоподібний».

## Опис
Цей вид — невелике дерево до 15 м.

## Поширення
Ендемік Мадейри (о. Мадейра); введений та інвазивний на Азорських островах.
Знайдено від 200 до 1300 м над рівнем моря. Цей вид є однією з основних компонентів помірного лаврового лісу.

## Використання
Ця рослина використовується в садівництві й для виготовлення ручних виробів з дерева. Також використовувався як прогулянкові палички, паливо, меблі, вудки та інше дерев'яне знаряддя.

## Загрози та охорона
Вторгнення інвазивних видів є найбільшою загрозою для цього виду; Pittosporum та Acacia знижують якість середовища проживання.
Частини ареалу захищені в Природному парку Мадейра, об'єктах Natura 2000 та всесвітньої спадщини. 

## Галерея

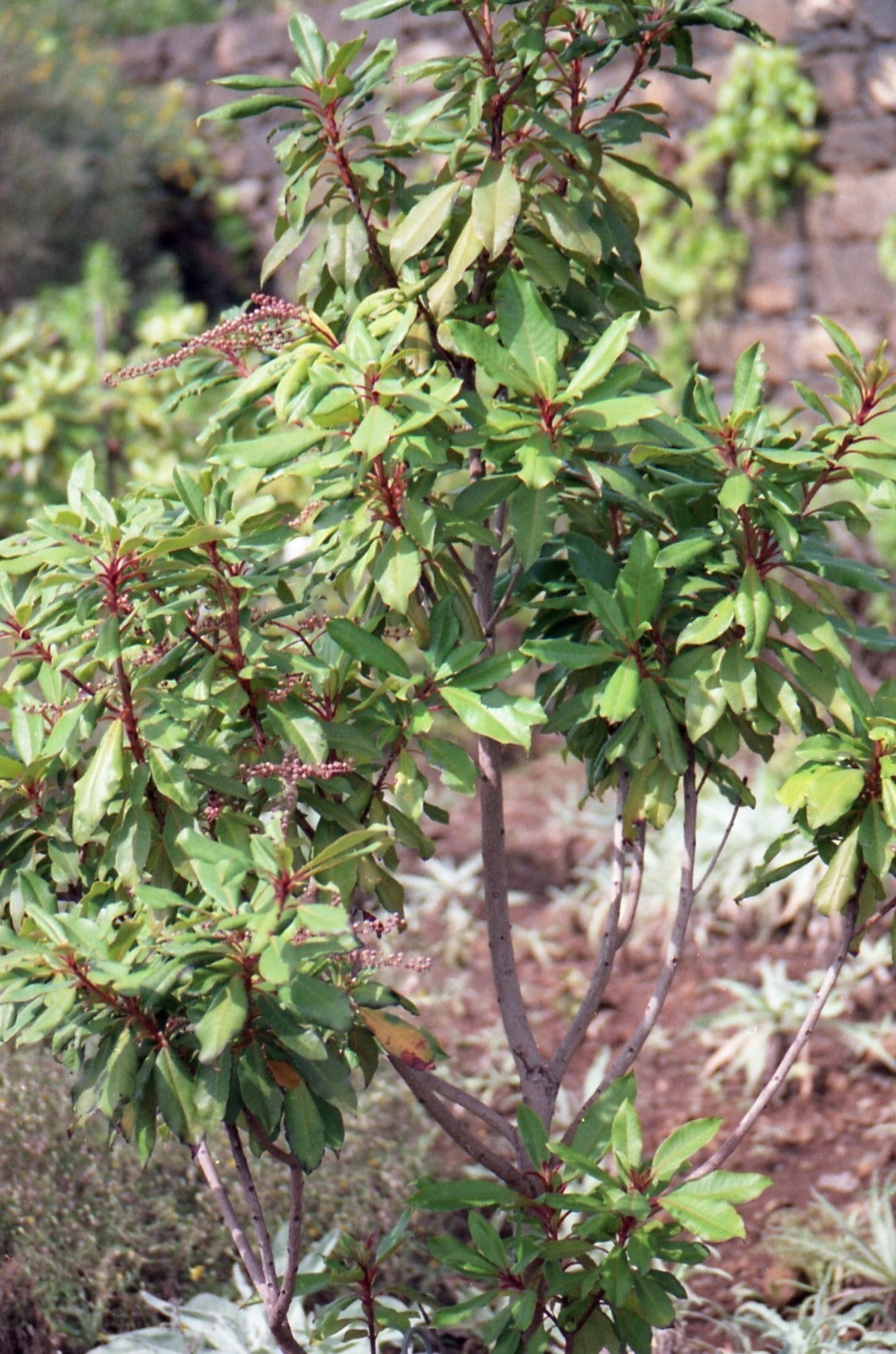
рослина на Мадейрі
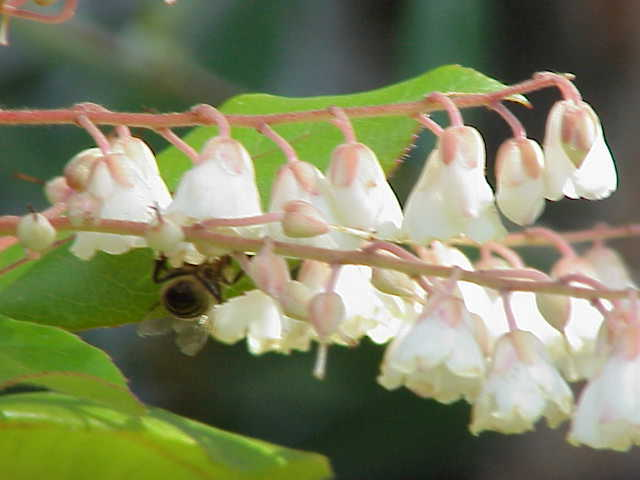
квіти
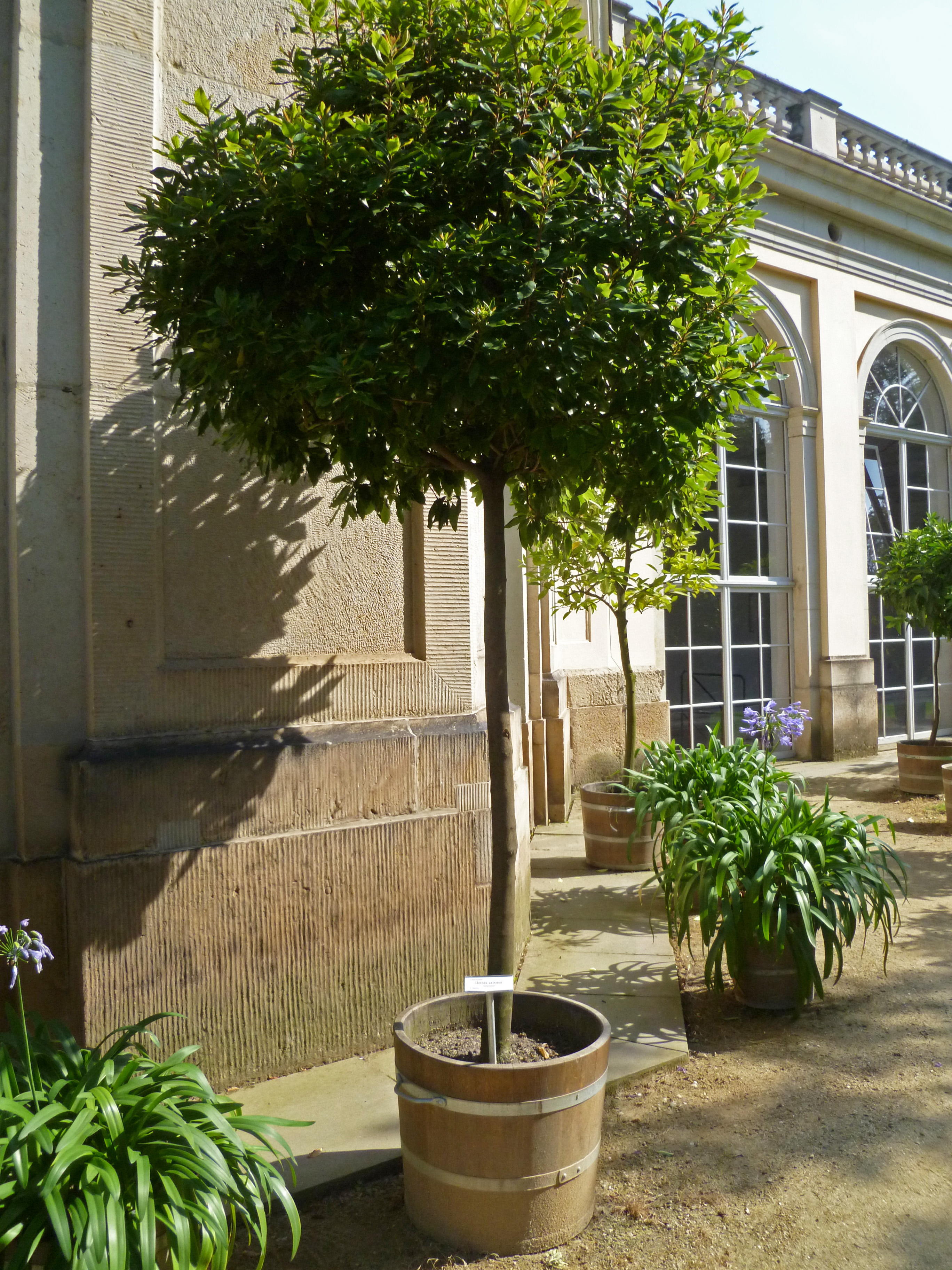
рослина в ботанічному саду